# Saint-Gérons
Saint-Gérons – miejscowość i gmina we Francji, w regionie Owernia-Rodan-Alpy, w departamencie Cantal.
Według danych na rok 1990 gminę zamieszkiwało 179 osób, a gęstość zaludnienia wynosiła 11 osób/km² (wśród 1310 gmin Owernii Saint-Gérons plasuje się na 670. miejscu pod względem liczby ludności, natomiast pod względem powierzchni na miejscu 588.).